# Desa Arjasa (administrativ by i Indonesien, lat -8,07, long 113,87)
Desa Arjasa är en administrativ by i Indonesien.   Den ligger i provinsen Jawa Timur, i den sydvästra delen av landet, 800 km öster om huvudstaden Jakarta.